# Ribera del Alto Ebro
Pour les articles homonymes, voir Ribera et Ebro (homonymie).
La Ribera del Alto Ebro est une comarque et une sous-zone (selon la Zonification Navarre 2000) de la Communauté forale de Navarre (Espagne), située dans la zone de la Ribera Alta,. Elle est composée des villes les plus méridionales que la Mérindade d'Estella. Cette comarque est composée de 9 communes qui comptait en 2009 une population de 27 388 habitants (INE).

## Géographie
La comarque du Ribera del Alto Ebro se situe dans la partie sud-occidentale de la communauté forale de Navarre, dans le Ribera Alto de Navarre. Elle est composée de 7 communes et est limitée au nord avec l'Estella occidentale et Estella orientale, à l'est avec la Comarque de Tafalla et la Ribera Arga-Aragón et au sud et à l'ouest avec la Communauté Autonome de La Rioja.

## Municipalités
La comarque de Ribera del Alto Ebro est composée de 9 communes dans le tableau ci-dessous (données population, superficie et densité de l'année 2009 selon l'INE.
| Municipalité | Population | Superficie | Densité |
| ------------ | ---------- | ---------- | ------- |
| Andosilla    | 2 996      | 51,62      | 58,04   |
| Azagra       | 3 664      | 33,71      | 108,69  |
| Cárcar       | 1 176      | 40,45      | 29,07   |
| Lerín        | 1 905      | 98,16      | 19,41   |
| Lodosa       | 4 939      | 45,34      | 108,93  |
| Mendavia     | 3 814      | 78,33      | 48,69   |
| San Adrián   | 6 201      | 21,15      | 293,19  |
| Sartaguda    | 1 407      | 14,91      | 94,37   |
| Sesma        | 1 286      | 71,33      | 18,03   |

### Sources
- (es) Cet article est partiellement ou en totalité issu de l’article de Wikipédia en espagnol intitulé « Ribera Alto Ebro » (voir la liste des auteurs).